# Andrei Krîlov
Andrei Krîlov (n. 10 mai 1956, Leningrad, RSFS Rusă, URSS) este un înotător ce a reprezentat Rusia, medaliat olimpic. A participat la 2 ediții ale Jocurilor Olimpice (1976, 1980) în care a câștigat o medalie de aur și 3 medalii de argint.